# Kiss (magazine)
Pour les articles homonymes, voir Kiss.
Kiss est un magazine de prépublication de mangas bimensuel de type Josei. Il est édité par Kōdansha tous les 10 et 25 du mois.